# Golpe de estado japonés en la Indochina francesa
El golpe de estado japonés en la Indochina francesa, conocido como Meigō Sakusen (明号作戦 Operación Bright Moon?), fue una operación del imperio colonial japonés que tuvo lugar el 9 de marzo de 1945, hacia el final de la Segunda Guerra Mundial. Con las fuerzas japonesas perdiendo la guerra y la amenaza de una invasión de los Aliados en Indochina inminente, los japoneses estaban preocupados por un levantamiento contra ellos por parte de las fuerzas coloniales francesas.
A pesar de que los franceses habían previsto un ataque, los japoneses emprendieron una campaña militar atacando guarniciones por toda la colonia. Los franceses fueron sorprendidos con la guardia baja y todas las guarniciones fueron invadidas, y algunos tuvieron que escapar a la China nacionalista, donde fueron duramente internados. Los japoneses sustituyeron a los funcionarios franceses, y desmantelaron de manera efectiva su control de Indochina. Los japoneses pudieron entonces instalar y crear un nuevo Imperio de Vietnam, Reino de Kampuchea y Reino de Luang Prabang que, bajo su dirección, consentirían su presencia militar y evitarían una posible invasión de los Aliados.

## Antecedentes

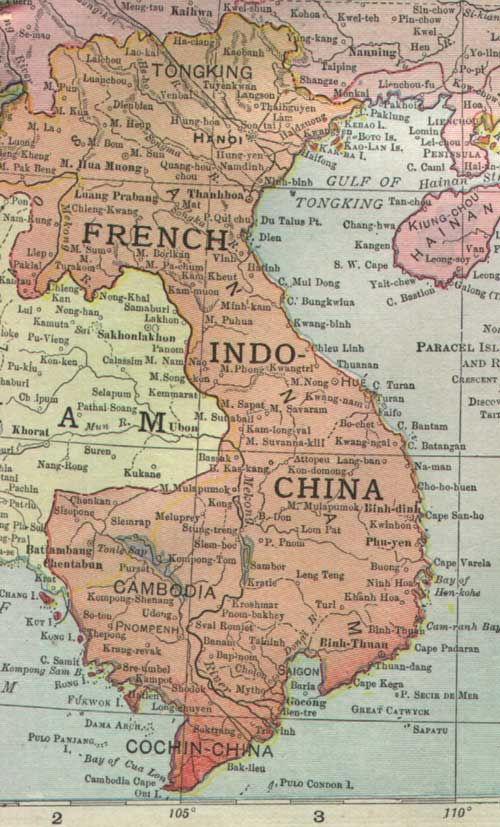
Indochina francesa (1913)

La Indochina francesa comprendía la colonia de Cochinchina y los protectorados de Annam, Camboya y Tonkín, y la región mixta de Laos. Tras la caída de Francia en junio de 1940, el gobierno francés de Indochina se mantuvo fiel al régimen de Vichy, que colaboró con las potencias del Eje. Al mes siguiente gobernador El almirante Jean Decoux firmó un acuerdo por el que se permitía a las fuerzas japonesas ocupar bases en toda Indochina. En septiembre del mismo año las tropas japonesas invadieron y tomaron el control del norte de Indochina, y luego en julio de 1941 ocuparon también la mitad sur. Los japoneses permitieron que las tropas francesas de Vichy y la administración continuaran, aunque como títeres..
En 1944, con la guerra en contra de los japoneses tras las derrotas en la Birmania y las Filipinas, temían entonces una ofensiva aliada en la Indochina francesa. Los japoneses ya desconfiaban de los franceses; la liberación de París en agosto de 1944 suscitó más dudas sobre la lealtad de la administración colonial. El régimen de Vichy ya había dejado de existir, pero su administración colonial seguía vigente en Indochina, aunque Decoux había reconocido y contactado con el Gobierno Provisional de la República Francesa dirigido por Charles de Gaulle. Decoux recibió una fría respuesta de De Gaulle y fue despojado de sus poderes como gobernador general, pero se le ordenó mantener su puesto con órdenes de engañar a los japoneses. En su lugar, el comandante del ejército de Decoux, el general Eugène Mordant (fr), se convirtió en secreto en el delegado del Gobierno Provisional y en el jefe de todas las actividades de resistencia y clandestinas en Indochina. Sin embargo, Mordant era descuidado – , era demasiado hablador y tenía una incapacidad para mantener sus preparativos en secreto, hasta el punto de que los agentes japoneses de la Kempeitai' descubrieron rápidamente el complot contra ellos y discutieron el siguiente movimiento contra los franceses.

### Preludio
La misión de inteligencia británica Force 136-lanzó por aire varios operativos de la Francia Libre en Indochina a finales de 1944. Proporcionaron información detallada sobre los objetivos, en su mayoría relacionados con los movimientos de los barcos, a lo largo de la costa a los cuarteles generales británicos en India y China, que a su vez los transmitieron a los estadounidenses. Durante la incursión en el Mar de China Meridional en enero de 1945 los aviones de los portaaviones estadounidenses hundieron veinticuatro buques y dañaron otros trece. Seis pilotos de la marina estadounidense fueron derribados pero fueron recogidos por las autoridades militares francesas y alojados en la prisión central de Saigón para su custodia. Los franceses se negaron a entregar a los americanos y cuando los japoneses se prepararon para asaltar la prisión, los hombres fueron sacados a escondidas. Los japoneses exigieron su rendición pero Decoux se negó y el general Yuitsu Tsuchihashi, comandante japonés, decidió actuar. Tsuchihashi ya no podía confiar en que Decoux controlara a sus subordinados y pidió órdenes a Tokio. El Alto Mando japonés era reacio a que se abriera otro frente en una situación ya de por sí mala. No obstante, ordenaron a Tsuchihashi que ofreciera un ultimátum a Decoux y que, si lo rechazaba, se autorizara un golpe de Estado a su discreción. Con este golpe los japoneses planeaban derrocar la administración colonial e internar o destruir el ejército francés en Indochina. Entonces se establecerían varios gobiernos títeres amigos y se ganaría el apoyo de las poblaciones indígenas.

### Fuerzas opositoras
A principios de 1945, el ejército francés de Indochina todavía superaba en número a los japoneses en la colonia y contaba con unos 65.000 hombres, de los cuales 48.500 eran reclutados localmente Tirailleurs indochinois bajo oficiales franceses. El resto eran regulares franceses de Ejército Colonial más tres batallones de la Legión Extranjera. Una fuerza separada de gardes indochinois (gendarmería) contaba con 27.000 efectivos. Desde la caída de Francia en junio de 1940 no se habían recibido reemplazos ni suministros desde fuera de Indochina. En marzo de 1945, sólo unos 30.000 soldados franceses podían considerarse totalmente preparados para el combate, el resto servía en guarnición o en unidades de apoyo. A principios de 1945, el infravalorado 38.º Ejército estaba compuesto por 30.000 soldados, una fuerza que se incrementó sustancialmente con los 25.000 refuerzos traídos desde China, Tailandia y Birmania en los meses siguientes.

## El golpe

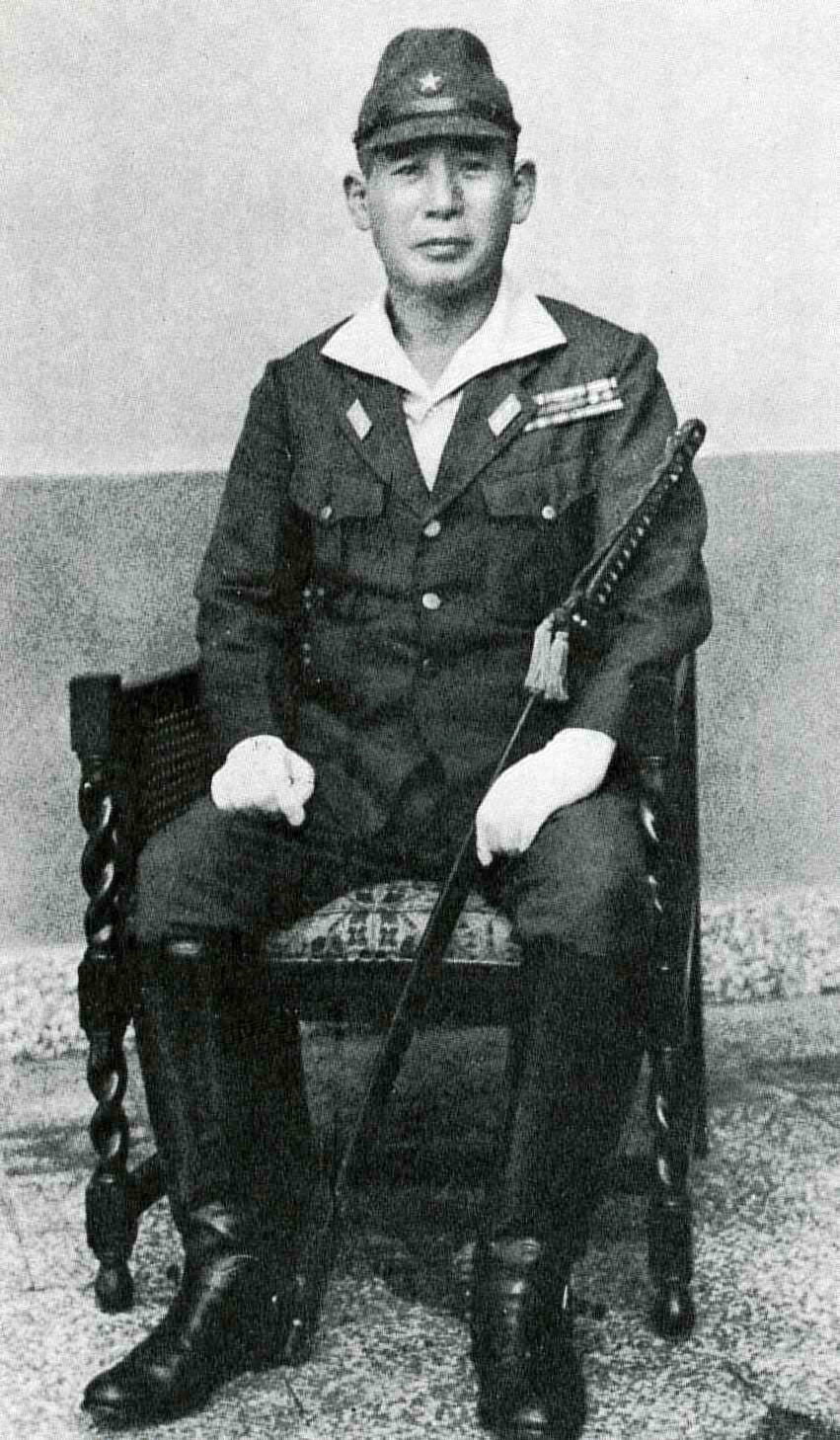
General Yuitsu Tsuchihashi

A principios de marzo de 1945, las fuerzas japonesas se desplegaron alrededor de las principales ciudades de guarnición francesas en toda Indochina, conectadas por radio con el cuartel general de la zona sur. Sin embargo, los oficiales y funcionarios civiles franceses fueron advertidos de un ataque mediante movimientos de tropas, y algunas guarniciones fueron puestas en alerta. El enviado japonés en Saigón, el embajador Shunichi Matsumoto, declaró a Decoux que, dado que un desembarco aliado en Indochina era inevitable, el mando de Tokio deseaba poner en marcha una "defensa común" de Indochina. Decoux, sin embargo, se resistió afirmando que esto sería un catalizador para una invasión aliada, pero sugirió que el control japonés sería aceptado si realmente invadían. Esto no fue suficiente y Tsuchihashi acusó a Decoux de ganar tiempo.
El 9 de marzo, después de más dilaciones por parte de Decoux, Tsuchihashi dio un ultimátum para que las tropas francesas se desarmaran. Decoux envió un mensajero a Matsumoto instando a seguir negociando, pero el mensaje llegó al edificio equivocado. Tsuchihashi, asumiendo que Decoux había rechazado el ultimátum, ordenó inmediatamente el inicio del golpe.
Esa tarde las fuerzas japonesas se movieron contra los franceses en cada centro. En algunos casos, las tropas francesas y la Garde Indochinoise pudieron resistir los intentos de desarmarlas, por lo que se produjeron combates en Saigón, Hanói, Haiphong y Nha Trang y en la norte. Japón dio instrucciones al gobierno de Tailandia para que sellara su frontera con Indochina y arrestara a todos los franceses e indochinos residentes en su territorio. En lugar de ello, Tailandia comenzó a negociar con los japoneses sobre su curso de acción, y a finales de marzo no habían cumplido totalmente con las demandas. Dōmei Radio (el canal oficial de propaganda japonesa) anunció que las organizaciones independentistas pro-japonesas de Tonkin formaron una federación para promover una Indochina libre y la cooperación con los japoneses.

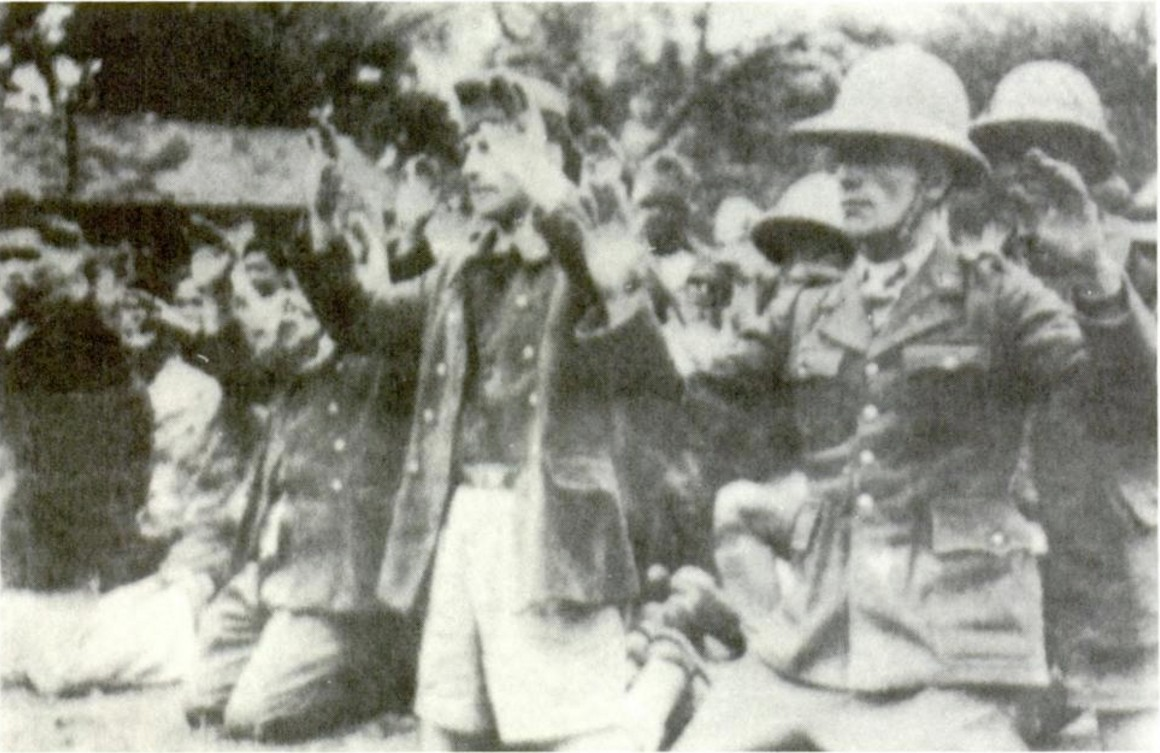
Personal del ejército francés capturado por los japoneses en Hanói

El 11.º R.I.C (régiment d'infanterie coloniale)con base en el cuartel Martin de Pallieres en Saigón fueron rodeados y desarmados después de que su oficial al mando, el teniente coronel Moreau, fuera arrestado. En Hue hubo combates esporádicos; la Garde Indochinoise, que proporcionaba seguridad al résident supérieur, luchó durante 19 horas contra los japoneses antes de que su cuartel fuera invadido y destruido. Trescientos hombres, un tercio de ellos franceses, consiguieron eludir a los japoneses y escapar al Valle de A Sầu. Sin embargo, durante los tres días siguientes, sucumbieron al hambre, las enfermedades y las traiciones: muchos se rindieron, mientras que otros se abrieron paso hasta Laos, donde sólo un puñado sobrevivió. Mientras tanto, Mordant dirigió la oposición de la guarnición de Hanói durante varias horas, pero se vio obligado a capitular.
Un intento de desarmar a un grupo de partisanos vietnamitas terminó mal para los japoneses cuando 600 de ellos marcharon hacia Quảng Ngãi. Los nacionalistas vietnamitas habían sido armados con armas automáticas suministradas por la OSS lanzada en paracaídas cerca de Kontum. Se hizo creer a los japoneses que estos hombres desertarían fácilmente, pero los vietnamitas tendieron una emboscada a los japoneses. Perdiendo sólo tres muertos y diecisiete heridos, infligieron 143 muertos y otros 205 heridos a los japoneses antes de que ellos también fueran vencidos. Una fuerza mucho mayor de japoneses llegó al día siguiente, pero encontraron la guarnición vacía. En Annam y Cochinchina sólo se ofreció una resistencia simbólica y la mayoría de las guarniciones, por pequeñas que fueran, se rindieron.
Más al norte, los franceses contaban con la simpatía de muchos pueblos indígenas. Varios centenares de laosianos se ofrecieron como guerrilleros contra los japoneses; los oficiales franceses los organizaron en destacamentos, pero rechazaron a los que no tenían armas.
En Haiphong, los japoneses asaltaron el cuartel de Bouet: cuartel general de la 1ª Brigada de Tonkin del coronel Henry Lapierre. Utilizando un intenso fuego de mortero y ametralladora, se tomó una posición tras otra antes de que el cuartel cayera y Lapierre ordenara un alto el fuego. Lapierre se negó a firmar los mensajes de rendición de las guarniciones restantes en la zona. Los libros de códigos también fueron quemados, lo que significó que los japoneses tuvieron que ocuparse de las otras guarniciones por la fuerza.
En Laos, Vientián, Thakhek y Luang Prabang fueron tomadas por los japoneses sin mucha resistencia. En Camboya, los japoneses, con 8.000 hombres, tomaron Phnom Penh y todas las ciudades importantes de la misma manera. Todo el personal francés en las ciudades de ambas regiones fue internado o en algunos casos ejecutado.
Los ataques japoneses a los franceses en la frontera norte, en general, vieron los combates más intensos. Uno de los primeros lugares que debían tomar y donde se reunió la 22.ª división fue en Lang Son, un fuerte estratégico cerca de la frontera china.

### Batalla de Lang Son

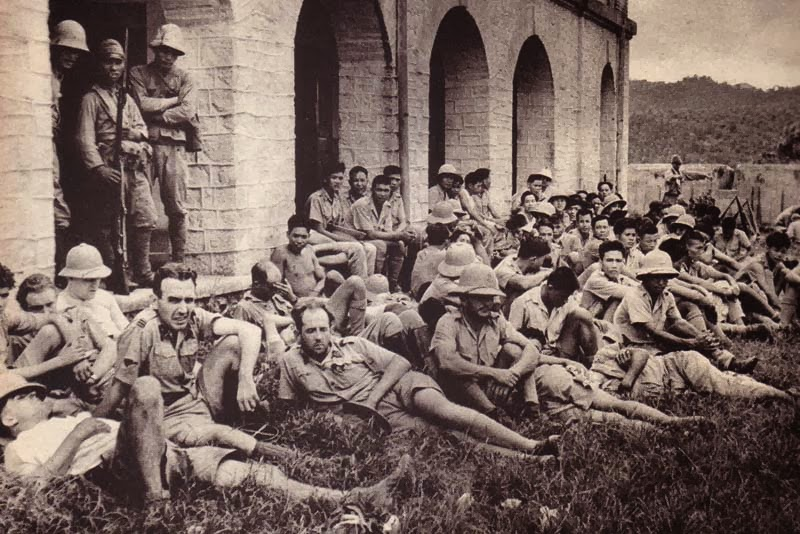
Prisioneros de guerra franceses en Lang Son el 9 de marzo de 1945

Las defensas de Lang Son consistían en una serie de complejos de fuertes construidos por los franceses para defenderse de una invasión china. La fortaleza principal era el Fort Brière de l'Isle.  En su interior había una guarnición francesa de casi 4.000 hombres, muchos de ellos tonkineses, con unidades de la Legión Extranjera francesa. Una vez que los japoneses cortaron todas las comunicaciones con los fuertes, invitaron al general Émile Lemonnier, comandante de la región fronteriza, a un banquete en el cuartel general de la 22.ª división del Ejército Imperial Japonés.. Lemonnier declinó asistir al acto, pero permitió que algunos de sus colaboradores fueran en su lugar. Fueron hechos prisioneros y poco después los japoneses bombardearon Fort Brière de l'Isle, atacando con infantería y tanques. Los pequeños fuertes del exterior tuvieron que defenderse aisladamente; lo hicieron durante un tiempo, resultando impenetrables, y los japoneses fueron rechazados con algunas pérdidas. Volvieron a intentarlo al día siguiente y lograron tomar las posiciones exteriores. Finalmente, la fortaleza principal de Brière de l'Isle fue invadida después de intensos combates.
Posteriormente, el propio Lemonnier fue hecho prisionero y un general japonés le ordenó firmar un documento de rendición formal de las fuerzas bajo su mando. Lemonnier se negó a firmar los documentos. Como resultado, los japoneses lo llevaron afuera donde lo obligaron a cavar una tumba junto con el Residente-superior francés (Résident-général) Camille Auphelle. A Lemonnier se le ordenó de nuevo que firmara los documentos de rendición y de nuevo se negó. Posteriormente, los japoneses lo decapitaron. Los japoneses ametrallaron entonces a algunos de los prisioneros y decapitaron o mataron a bayonetazos a los supervivientes heridos.
La batalla de Lang Son costó a los franceses muchas bajas y su fuerza en la frontera fue efectivamente destruida. Las pérdidas europeas fueron de 544 muertos, de los cuales 387 fueron ejecutados tras la captura. Además, 1.832 tropas coloniales de Tonkín murieron (incluidas 103 que fueron ejecutadas), mientras que otras 1.000 fueron hechas prisioneras. El 12 de marzo, los aviones de la Decimocuarta Fuerza Aérea estadounidense que volaban en apoyo de los franceses, confundieron una columna de prisioneros tonkineses con japoneses y los bombardearon y ametrallaron. Se dice que entre 400 y 600 de los prisioneros fueron muertos o heridos.
El día 12 los japoneses avanzaron más al norte hasta la ciudad fronteriza de Dong Dang donde se encontraba una compañía del 3º Regimiento de Rifles Tonkineses y una batería de artillería colonial. Tras la negativa de Lemonnier a ordenar una rendición general, los japoneses lanzaron un ataque contra la ciudad. Los franceses resistieron durante tres días. Los japoneses fueron entonces reforzados por dos regimientos de la 22.ª División de Lang Son y finalmente arrollaron a la fuerza colonial francesa. Cincuenta y tres supervivientes fueron decapitados o asesinados a bayonetazos.

### Retirada a China
En el noroeste, la división de Tonkin del general Gabriel Sabattier tuvo tiempo suficiente para librarse de un asalto de los japoneses y pudo retirarse hacia el noroeste desde su base en Hanói, con la esperanza de alcanzar la frontera china. Sin embargo, pronto se vieron acosados por la aviación y el fuego de artillería japoneses, viéndose obligados a abandonar todo su equipo pesado al cruzar el Río Rojo. Sabattier descubrió entonces que los japoneses habían bloqueado los pasos fronterizos más importantes de Lao Cai y Ha Giang durante las reducciones de Lang Son y Dang Dong. Se perdió entonces el contacto con la 2ª Brigada de Tonkín del general de división Marcel Alessandri, que contaba con unos 5.700 soldados franceses y coloniales. Esta columna incluía tres batallones de la Legión Extranjera del 5eme Etranger. Su única opción era luchar contra su propio camino hacia China.
Estados Unidos y China se mostraron reacios a iniciar una operación a gran escala para restaurar la autoridad francesa, ya que no estaban a favor del régimen colonial y tenían poca simpatía por el régimen de Vichy, que había colaborado anteriormente con los japoneses. Ambos países ordenaron que sus fuerzas no prestaran ayuda a los franceses, pero el general estadounidense Claire Lee Chennault fue en contra de las órdenes, y los aviones de su 51.º Grupo de Caza y del 27.º Escuadrón de Transporte de Tropas volaron en misiones de apoyo, además de dejar caer suministros médicos para las fuerzas de Sabattier que se retiraban a China. Entre el 12 y el 28 de marzo, los estadounidenses volaron treinta y cuatro misiones de bombardeo, ametrallamiento y reconocimiento sobre el norte de Indochina, pero tuvieron poco efecto para frenar el avance japonés.
A mediados de abril, Alessandri, tras darse cuenta de que estaba solo, dividió su fuerza en dos. Pronto, una combinación de enfermedades, escasez de raciones y baja moral le obligó a tomar una difícil decisión. Con reticencia, desarmó y disolvió sus tropas coloniales reclutadas localmente, abandonándolas a su suerte en una medida que enfureció a franceses y vietnamitas por igual. Muchos de los tirailleurs estaban lejos de sus hogares y algunos fueron capturados por los japoneses. Otros se unieron al Viet Minh. El resto de las unidades francesas y de la Legión Extranjera se deshicieron gradualmente de todas sus armas pesadas, vehículos de motor y dejaron atrás varias toneladas de munición sin destruir ninguna. La división pronto se vio reducida en número por las enfermedades y los hombres desaparecidos mientras se dirigían hacia Son La y Dien Bien Phu donde lucharon en costosas acciones de retaguardia.
Para entonces De Gaulle había sido informado de la situación en Indochina y rápidamente le dijo a Sabattier por radio que mantuviera una presencia en Indochina por el bien del orgullo de Francia a toda costa. Sin embargo, para el 6 de mayo muchos de los miembros restantes de la División Tonkin estaban sobre la frontera china donde fueron internados bajo duras condiciones. Entre el 9 de marzo y el 2 de mayo la División Tonkin había sufrido mucho; muchos habían muerto o fueron invalidados por enfermedad. En el combate, 774 murieron y 283 resultaron heridos, y otros 303 desaparecieron o fueron capturados.

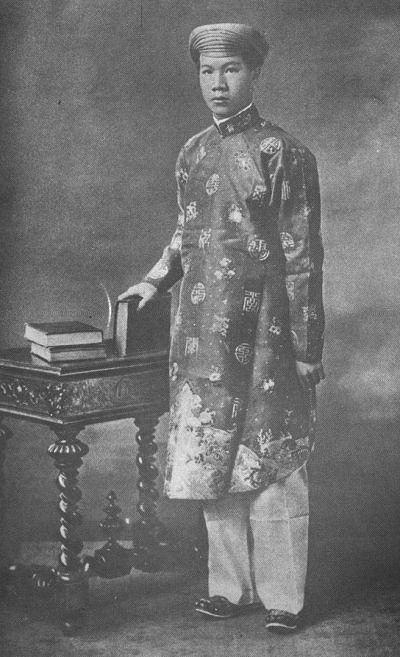
Bao Dai de la dinastía Nguyen, que fue convertido en Emperador de Vietnam por los japoneses

### Independencia
Durante el Golpe, los japoneses instaron a las declaraciones de independencia de los gobernantes tradicionales de las diferentes regiones, lo que dio lugar a la creación del Imperio de Vietnam y a la independencia del Reino de Kampuchea y del Reino de Luang Phrabang bajo la dirección japonesa.
El 11 de marzo de 1945, el emperador Bảo Đại se permitió anunciar la "independencia" vietnamita, esta declaración había sido preparada por Yokoyama Seiko, ministro de Asuntos Económicos de la misión diplomática japonesa en Indochina y posteriormente asesor de Bao Dai Bảo Đại cumplió en Vietnam, donde establecieron un gobierno títere encabezado por Tran Trong Kim y que colaboró con los japoneses. El rey Norodom Sihanouk también obedeció, pero los japoneses no se fiaban del monarca francófilo.
El líder nacionalista Son Ngoc Thanh, que había estado exiliado en Japón y era considerado un aliado más fiable que Sihanouk, regresó a Camboya y fue nombrado ministro de Asuntos Exteriores en mayo y luego en primer ministro en agosto. En Laos, sin embargo, el rey Sisavang Vong de Luang Phrabang, partidario del dominio francés, se negó a declarar la independencia, encontrándose en desacuerdo con su primer ministro, el príncipe Phetsarath Rattanavongsa, pero finalmente accedió el 8 de abril.
El 15 de mayo, una vez completado el golpe de Estado y establecidos los estados nominalmente independientes, el general Tsuchihashi declaró terminadas las operaciones de limpieza y liberó varias brigadas para que se trasladaran a otros frentes.

## Consecuencias
El golpe había, en palabras del diplomático Jean Sainteny, "destrozado una empresa colonial que llevaba 80 años de existencia".
Las pérdidas francesas fueron cuantiosas. Un total de 15.000 soldados franceses fueron hechos prisioneros por los japoneses. Casi 4.200 murieron y muchos fueron ejecutados después de la rendición - cerca de la mitad de ellos eran tropas europeas o metropolitanas francesas. Prácticamente todos los dirigentes civiles y militares franceses, así como los propietarios de plantaciones fueron hechos prisioneros, incluido Decoux. Fueron confinados en distritos específicos de las grandes ciudades o en campos. Los sospechosos de resistencia armada fueron encarcelados en la prisión de Kempeitai en jaulas de bambú y fueron torturados y cruelmente interrogados. Los "tirailleurs" y "gardes indochinois" reclutados localmente, que habían constituido la mayoría de las fuerzas militares y policiales francesas, dejaron de existir. Unos mil murieron en los combates o fueron ejecutados tras la rendición. Algunos se unieron a las milicias pro-japonesas o a las guerrillas nacionalistas vietnamitas. Privados de sus cuadros franceses, muchos se dispersaron hacia sus pueblos de origen. Más de tres mil llegaron a territorio chino como parte de las columnas francesas en retirada.
Lo que quedaba de las fuerzas francesas que habían escapado de los japoneses intentó unirse a los grupos de resistencia donde tenían más margen de acción en Laos. Allí los japoneses tenían menos control sobre esta parte del territorio y con los grupos de guerrilla Lao consiguieron hacerse con el control de varias zonas rurales. En otros lugares, la resistencia no se materializó porque los vietnamitas se negaron a ayudar a los franceses. También carecían de órdenes y comunicaciones precisas del gobierno provisional, así como de los medios prácticos para montar cualquier operación a gran escala.
En el norte de Vietnam, el Viet Minh de Ho Chi Minh inició su propia campaña de guerrillas con la ayuda de la Oficina de Servicios Estratégicos estadounidense, que los entrenó y les suministró armas y fondos. La hambruna en Vietnam había provocado el resentimiento de la población tanto hacia los franceses como hacia los japoneses (aunque los bombardeos estadounidenses influyeron). Establecieron sus bases en el campo sin encontrar mucha resistencia por parte de los japoneses, que estaban presentes sobre todo en las ciudades. El número de Viet Minh aumentó especialmente después de que saquearan entre 75 y 100 almacenes, dispersaran el arroz y se negaran a pagar impuestos. En julio, la OSS con el Viet Minh -algunos de los cuales eran remanentes de la división de Sabattiers- cruzaron la frontera para realizar operaciones. Sus acciones se limitaron a algunos ataques contra puestos militares japoneses. Sin embargo, la mayoría de ellas fueron infructuosas, ya que el Viet Minh carecía de la fuerza militar necesaria para lanzar cualquier tipo de ataque contra los japoneses.

### Toma del Vietminh
Japón se rindió cuando el emperador Hirohito anunció la la capitulación el 16 de agosto. Poco después, las guarniciones japonesas entregaron oficialmente el control a Bảo Đại en el norte y al Partido Unido en el sur. Sin embargo, esto permitió que los grupos nacionalistas se hicieran con los edificios públicos de la mayoría de las grandes ciudades. El Vietminh se encontró así con un vacío de poder, y el día 19 comenzó la Revolución de Agosto. El 25 de agosto, Bảo Đại fue obligado a abdicar en favor de Ho y el Viet Minh, que tomaron el control de Hanói y de la mayor parte de la Indochina francesa. Los japoneses no se opusieron a la toma de posesión del Viet Minh, ya que eran reacios a que los franceses retomaran el control de su colonia. Ho Chi Minh proclamó la independencia de Vietnam el 2 de septiembre de 1945.

### Allied takeover
Charles de Gaulle en París criticó a Estados Unidos, Reino Unido y China por no ayudar a los franceses en Indochina durante el golpe. Sin embargo, De Gaulle afirmó que Francia recuperaría el control de Indochina.
La Indochina francesa había quedado sumida en el caos por la ocupación japonesa. El 11 de septiembre, las tropas británicas e indias de la 20.ª División India al mando del general de división Douglas Gracey llegaron a Saigón como parte de la Operación Dominio. Al mismo tiempo, el Ejército Nacional Revolucionario de China entró en el norte del país. Después de la rendición japonesa, todos los prisioneros franceses habían sido reunidos en las afueras de Saigón y Hanói y los centinelas desaparecieron por completo el 18 de septiembre. Los seis meses de cautiverio costaron otras 1.500 vidas. El 22 de septiembre de 1945, todos los prisioneros fueron liberados por los hombres de Gracey y fueron armados y enviados en unidades de combate hacia Saigón para conquistarla al Vietminh. Más tarde se les unió el Cuerpo Expedicionario Francés del Lejano Oriente (que había sido creado para luchar contra los japoneses), habiendo llegado unas semanas después.
El 9 de marzo de 1946, el Tribunal Militar Permanente Francés en Saigón (FPMTS), también conocido como los Juicios de Saigón, se creó para investigar los crímenes de guerra convencionales ("Clase B") y los crímenes contra la humanidad ("Clase C") cometidos por las fuerzas japonesas tras el golpe de Estado del 9 de marzo de 1945. El FPMTS examinó los crímenes de guerra cometidos entre el 9 de marzo de 1945 y el 15 de agosto de 1945. El FPMTS juzgó a un total de 230 acusados japoneses en 39 juicios distintos, que tuvieron lugar entre octubre de 1946 y marzo de 1950. Según Chizuru Namba, 112 de los acusados fueron condenados a prisión, 63 fueron ejecutados, 23 recibieron cadena perpetua y 31 fueron absueltos. Otras 228 personas fueron condenadas en rebeldía.
Los 200.000 soldados chinos del general Lu Han ocuparon el norte de Vietnam a partir de agosto de 1945. 90.000 llegaron en octubre, el 62.º ejército llegó el 26 de septiembre a Nam Dinh y Haiphong. Lang Son y Cao Bang fueron ocupados por el 62.º cuerpo de ejército de Guangxi y la región del río rojo y Lai Cai fueron ocupados por una columna de Yunnan. Los combatientes vietnamitas del VNQDD acompañaron a los soldados chinos. Ho Chi Minh ordenó a su administración del VNQDD que estableciera cuotas de arroz para entregar a los soldados chinos y el arroz se vendió en moneda china en el delta del río rojo. Lu Han ocupó el palacio del gobernador general francés después de expulsar al personal francés al mando de Sainteny. Los soldados chinos ocuparon el norte de Indochina al norte del paralelo 16, mientras que los británicos, bajo el mando de Lord Mountbatten en el sudeste asiático, ocuparon el sur. Chiang Kai-shek retuvo deliberadamente a sus soldados de primera línea y bien entrenados para ocupar Vietnam, ya que iba a utilizarlos para luchar contra los comunistas dentro de China, y en su lugar envió tropas indisciplinadas de señores de la guerra de Yunnan bajo el mando de Lu Han para ocupar el norte de Vietnam y Hanói al norte del paralelo 16 para desarmar y conseguir que las tropas japonesas se rindieran. Ho Chi Minh confiscó taels de oro, joyas y monedas en septiembre de 1945 durante la "Semana del Oro" para dárselos a las fuerzas chinas que ocupaban el norte de Vietnam. El arroz enviado por los franceses a Cochinchina en octubre de 1945 fue dividido por Ho Chi Minh, y los vietnamitas del norte sólo recibieron un tercio mientras que los soldados chinos recibieron dos tercios por parte de Ho Chi Minh. Durante 15 días las elecciones fueron pospuestas por Ho Chi Minh en respuesta a una demanda del general chino Chen Xiuhe el 18 de diciembre de 1945 para que los chinos pudieran preparar el Dong Minh Hoi y el VNQDD. Los chinos no se fueron hasta abril-junio de 1946. Ho Chi Minh regaló parafernalia dorada para fumar y una pipa de opio dorada al general chino Lu Han después de la semana del oro y compró armas con lo que quedó de las ganancias. Los vietnamitas morían de hambre en todo el norte de Vietnam en 1945 debido a la confiscación japonesa de sus cosechas para cuando los chinos llegaron a desarmar a los japoneses y los cadáveres vietnamitas estaban por todas las calles de Hanói y tenían que ser limpiados por los estudiantes. Mientras que Chiang Kai-shek, Xiao Wen (Hsiao Wen) y el gobierno central del Kuomintang de China no estaban interesados en ocupar Vietnam más allá del período de tiempo asignado y en involucrarse en la guerra entre el Viet Minh y los franceses, el señor de la guerra de Yunnan, Lu Han, tenía la opinión contraria y quería ocupar Vietnam para evitar el regreso de los franceses y establecer una administración fiduciaria china de Vietnam bajo los principios de la Carta del Atlántico con el objetivo de preparar finalmente a Vietnam para la independencia y bloquear el regreso de los franceses. El 17 de octubre de 1945, Ho Chi Minh envió un telegrama al presidente estadounidense Harry S. Truman en el que le pedía a él, al generalísimo Chiang Kai-shek, al primer ministro Stalin y al primer ministro Attlee que acudieran a las Naciones Unidas contra Francia y exigieran que no se permitiera a este país volver a ocupar Vietnam, acusando a Francia de haber vendido y engañado a los Aliados al rendir Indochina a Japón y que Francia no tenía derecho a volver. Ho Chi Minh echó la culpa a Dong Minh Hoi y a VNDQQ por firmar el acuerdo con Francia para el regreso de sus soldados a Vietnam después de que él mismo tuviera que hacerlo. El Viet Minh de Ho Chi Minh trató de organizar desfiles de bienvenida para los soldados chinos en el norte de Vietnam y cubrió los casos de mal comportamiento de los soldados de los señores de la guerra, tratando de tranquilizar a los vietnamitas de que las tropas de los señores de la guerra de Lu Han sólo estaban allí temporalmente y que China apoyaba la independencia de Vietnam. Los periódicos del Viet Minh decían que los vietnamitas y los chinos compartían los mismos ancestros (huyết thống) y la misma cultura y que los chinos lucharon heroicamente contra Japón y cambiaron en la revolución de 1911 y fueron atacados por los imperialistas occidentales, por lo que "no era lo mismo que la China feudal". Ho Chi Minh prohibió a sus soldados como Trần Huy Liệu en Phú Thọ atacar a los soldados chinos y Ho Chi Minh incluso entregó a los vietnamitas que atacaron a los soldados chinos para que fueran ejecutados como castigo en el incidente de Ro-Nha en el distrito de Kiến An el 6 de marzo de 1946 después de que Hồ Đức Thành y Đào Văn Biểu, comisionados especiales enviados desde Hanói por la DRV de Ho examinaran el caso. Ho Chi Minh apaciguó y otorgó numerosas concesiones a los soldados chinos para evitar la posibilidad de que chocasen con el Viet Minh, ordenando a los vietnamitas que no llevasen a cabo nada contra los soldados chinos y empeñando su vida en su promesa, esperando que los chinos desarmasen a los soldados japoneses y terminasen su misión lo antes posible.
El líder guerrillero comunista chino Chu Chia-pi entró en el norte de Vietnam varias veces en 1945 y 1948 y ayudó al Viet Minh a luchar contra los franceses desde Yunnan. Otros comunistas chinos también hicieron lo mismo.
Los civiles vietnamitas fueron robados, violados y asesinados por los soldados franceses en Saigón cuando regresaron en agosto de 1945. Las mujeres vietnamitas también fueron violadas en el norte de Vietnam por los franceses, como en Bảo Hà, distrito de Bảo Yên, provincia de Lào Cai y Phu Lu, lo que provocó la deserción de 400 vietnamitas entrenados por los franceses el 20 de junio de 1948. Las estatuas budistas fueron saqueadas y los vietnamitas fueron robados, violados y torturados por los franceses después de que éstos aplastaran al Viet Minh en el norte de Vietnam en 194-1948, lo que obligó al Viet Minh a huir a Yunnan, China, en busca de refugio y ayuda de los comunistas chinos. A un reportero francés le dijeron: "Sabemos lo que es siempre la guerra, entendemos que sus soldados se lleven nuestros animales, nuestras joyas, nuestros budas; es normal. Nos resignamos a que violen a nuestras esposas e hijas; la guerra siempre ha sido así. Pero nos oponemos a que nos traten de la misma manera, no sólo a nuestros hijos, sino a nosotros mismos, ancianos y dignatarios que somos", por parte de los notables del pueblo vietnamita. Las víctimas de violaciones vietnamitas se volvieron "medio locas".

## Legado

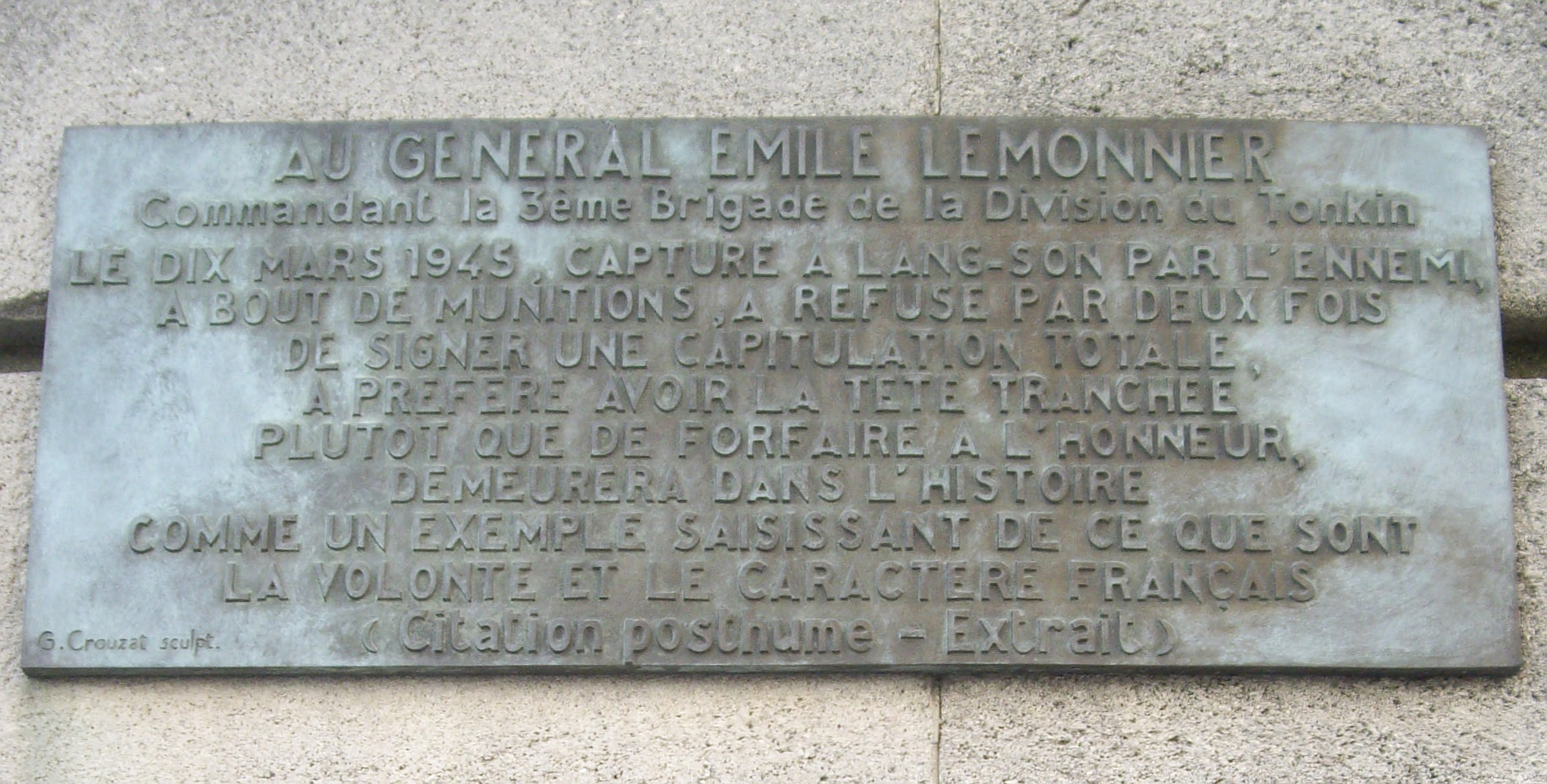
Placa en avenida Général-Lemonnier en París en su honor

El 25 de marzo de 1957, la antigua calle de las Tullerías (distrito 1 de París) pasó a llamarse avenida Général-Lemonnier en honor al general francés que se negó a capitular en la batalla de Lang Son. Allí se encuentra una placa que describe la heroica negativa del general a rendirse.